# Alain Wermus
Pour les articles homonymes, voir Wermus.
Alain Wermus est un réalisateur français de téléfilms et de séries télévisées.
Il est le frère cadet du journaliste Paul Wermus.

## Filmographie
- 1994 : Les Cinq Dernières Minutes (épisode Saisie noire)
- 1995 : Les Vacances de l'inspecteur Lester
- 1996 : Tous les hommes sont menteurs
- 1996 à 2005 : Les Cordier, juge et flic
  - 1996 : épisode Une voix dans la nuit
  - 1997 : épisode Cathy
  - 2000 : épisode Le diable au cœur
  - 2002 : épisode Dette mortelle
  - 2005 : épisode Silences coupables
- 1997 à 2005 : Julie Lescaut
  - 1997 : épisode Travail fantôme
  - 1997 : épisode Abus de pouvoir
  - 1997 : épisode Question de confiance
  - 1998 : épisode Les Fugitives
  - 1999 : épisode L'Affaire Darzac
  - 2000 : épisode L'École du crime
  - 2000 : épisode Destins croisés
  - 2001 : épisode Le Secret de Julie
  - 2001 : épisode Beauté fatale
  - 2001 : épisode Disparitions
  - 2001 : épisode Le Voyeur
  - 2002 : épisode Jamais deux sans trois
  - 2004 : épisode Un homme disparaît
  - 2004 : épisode Un meurtre peut en cacher un autre
  - 2004 : épisode Le mauvais fils
  - 2004 : épisode L'Orphelin
  - 2005 : épisode Faux semblants
  - 2005 : épisode Instinct paternel
- 1999 : Anne Le Guen (épisode Un poids lourd sur la conscience )
- 2001 à 2013 : Famille d'accueil
  - 2001 : épisode Telle mère, telle fille
  - 2003 : épisode Un de plus, un de moins
  - 2004 : épisode Le secret de Lulu
  - 2004 : épisode À 1000 mètres du bonheur
  - 2005 : épisode La grande fille
  - 2005 : épisode Née sous X
  - 2008 : épisode Âge tendre
  - 2008 : épisode Dommage collatéral
  - 2008 : épisode Beau-père
  - 2008 : épisode Le plus beau jour de ma vie
  - 2008 : épisode Fille de personne
  - 2008 : épisode Terre d'accueil
  - 2010 : épisode La tête dans les étoiles
  - 2010 : épisode Enfant sans frontière
  - 2012 : épisode Le Cadet de mes soucis
  - 2012 : épisode Vue sur Internet
  - 2012 : épisode Nage libre
  - 2012 : épisode Ying et yang
  - 2013 : épisode Le choix de Justine
  - 2013 : épisode Sauvageon
  - 2013 : épisode Alléluia!
  - 2013 : épisode Mémoire sélective
- 2006 : Je t'aime à te tuer
- 2007 : La Dame d'Izieu
- 2009 : Adresse inconnue
  - 2009 : épisode Retour de flammes
  - 2009 : épisode Une amie de la famille
  - 2009 : épisode In extremis
  - 2009 : épisode Quelques jours